# لئو آیشمان
لئو آیشمان (آلمانی: Léo Eichmann; ۲۴ دسامبر ۱۹۳۶) بازیکن فوتبال اهل سوئیس بود.
از باشگاه‌هایی که در آن بازی کرده‌است می‌توان به باشگاه فوتبال لشو دو فوند اشاره کرد.
وی همچنین در تیم ملی فوتبال سوئیس بازی کرده‌است.